# The Missing (televisieserie)
The Missing is een televisieserie waarvan het eerste seizoen dateert uit 2014. Het tweede deel kwam uit in 2016. Beide reeksen werden geproduceerd door de Britse omroep BBC en geschreven door  Harry en Jack Williams. In beide seizoenen tracht de Franse rechercheur Julien Baptiste een ondertussen geklasseerde verdwijning op te lossen. In 2019 verscheen een spin-off: Baptiste.

## Seizoen 1

### Productie
Het eerste deel werd naast de BBC ook geproduceerd door de Vlaamse zender Eén. In het Verenigd Koninkrijk was de première op 28 oktober 2014, in Vlaanderen op 22 april 2015. Regie was in handen van Tom Shankland. Hoewel het verhaal zich grotendeels in Frankrijk afspeelt, met af en toe fragmenten uit het Verenigd Koninkrijk, werd de reeks volledig in België opgenomen. Het verhaal werd geschreven door Harry en Jack Williams. Hoofdrollen worden gespeeld door James Nesbitt, Frances O'Connor, Tchéky Karyo, Titus De Voogdt en Émilie Dequenne.

### Verhaal
Het is 1 juli 2006. De Engelse familie Hughes, bestaande uit het echtpaar Tony en Emily en hun vierjarig zoontje Oliver, is op weg naar hun vakantiebestemming. Ter hoogte van het (fictieve) Franse dorpje Chalons du Bois krijgen ze autopech. Daarom besluit de familie om tijdelijk intrek te nemen in hotel L'Eden en om het dorpje te verkennen. Op aandrang van Oliver stemt zijn vader toe om 's avonds te gaan zwemmen. Na de zwempartij willen ze iets drinken in het cafetaria waar het redelijk druk is wegens de kwartfinale van het WK voetbal tussen Frankrijk en Brazilië. Plots is Oliver verdwenen. De politie start een zoektocht en de Franse media starten een grote campagne. Desondanks wordt Oliver niet gevonden en wordt het dossier afgesloten.
Anno 2014 zijn Tony en Emily gescheiden. Emily is ondertussen verloofd met Mark Walsh. Hoewel zij het incident nog niet volledig heeft verwerkt, richt ze zich tot de toekomst. Tony heeft het drama evenmin kunnen verwerken, maar wil de zoektocht niet opgeven. Op een dag ziet hij een recente foto uit Chalons de Bois met daarop een kleine jongen. Zijn aandacht wordt getrokken door de sjaal die de jongen draagt. Deze is identiek aan degene Oliver droeg bij zijn verdwijning en werd nota bene speciaal voor hem gemaakt waardoor deze een unieke insigne heeft. Tony vertrekt terug naar het dorpje en herstart zijn zoektocht tezamen met Julien Baptiste, de hoofdinspecteur die destijds het onderzoek aanvoerde en ondertussen met pensioen is. Baptiste kan de politie uiteindelijk overtuigen om het dossier te heropenen.
Al snel wordt duidelijk dat er een boycot is op zowel het oude als nieuwe onderzoek omwille van intriges, corruptie en vriendjespolitiek.

### Personages
| Acteur              | Personage       | Beschrijving rol |
| ------------------- | --------------- | --- |
| James Nesbitt       | Tony Hughes     | Hij kan zichzelf niet vergeven dat zijn zoon Oliver onder zijn hoede werd ontvoerd, daarom heeft hij zich er op toegelegd om zijn zoon te zullen vinden. |
| Frances O'Connor    | Emily Hughes    | In 2006 is zij de moeder van Oliver en vrouw van Tony. Later scheidt ze van haar man en start een relatie met detective Mark Walsh met wie ze zich verlooft in 2014. |
| Tchéky Karyo        | Julien Baptiste | Hij was in 2006 hoofdinspecteur in de zaak Oliver. Wanneer Tony in 2014 nieuwe bewijzen vindt over de ontvoering, werkt Julien, ondertussen gepensioneerd, met hem mee hoewel hij schrik heeft aangaande enkele gebeurtenissen uit het eerste onderzoek.                                                      |
| Jason Flemyng       | Mark Walsh      | Een Engelse detective die toevallig in 2006 zijn vakantie doorbrengt in Chalons De Bois. Omdat de familie Hughes geen Frans kent, wordt hij hun tolk. Later start hij een relatie met Emily en ze verloven zich in 2014.                                                                                      |
| Ken Stott           | Ian Garrett     | Een rijke aannemer die nabij Chalons De Bois een vakantiehuis renoveert. Hij wordt een grote steun voor de familie Hughes, maar heeft enkele donkere geheimen die mogelijk gelinkt zijn aan de verdwijning van Oliver.                                                                                        |
| Diana Quick         | Mary Garrett    | Zij is de vrouw van Ian. Haar dochter verdween enkele jaren eerder. |
| Arsher Ali          | Malik Suri      | Een Britse journalist die op allerhande manieren zulk goed nieuwsbericht wil schrijven waardoor hij internationaal bekend geraakt. Hij geeft smeergeld aan de corrupte detective Khalid Ziane waardoor hij in bezit komt van strikt vertrouwelijke informatie en documentatie over de verdwijning van Oliver. |
| Titus De Voogdt     | Vincent Bourg   | Een pedofiel die in Chalons De Bois woont. Hij is de eerste grote verdachte in de zaak. Vincent gaat een experimentele proef aan in de hoop zijn seksuele verlangens te kunnen onderdrukken of te laten verdwijnen.                                                                                           |
| Saïd Taghmaoui      | Khalid Ziane    | Een corrupte Franse agent die strikt vertrouwelijke informatie doorspeelt aan reporter Malik Suri. Wanneer dit later dreigt uit te komen, tracht Ziane er alles aan te doen om zijn betrokkenheid te verdoezelen.                                                                                             |
| Anastasia Hille     | Celia Baptiste  | De vrouw van Julien. |
| Oliver Hunt         | Oliver Hughes   | Het zoontje van Tony en Emily. In 2006 verdwijnt hij spoorloos. |
| Jean-François Wolff | Alain Deloix    | Eigenaar van hotel Eden. |
| Eric Godon          | Georges Deloix  | Broer van Alain en burgemeester van Chalons De Bois. Hij tracht er alles aan te doen om het nieuwe onderzoek te boycotten ten voordele van zijn eigen politieke carrière. |
| Hilde Heijnen       | Vivienne        | De eigenares van het huis waar het eerste spoor van de verloren zoon wordt teruggevonden. |

### Trivia
- Hoewel het verhaal zich afspeelt in Frankrijk en Groot-Brittannië zijn zo goed als alle opnamen gemaakt in België waaronder Brussel, Halle, Alsemberg, Hoei en Charleroi. De achterliggende reden is de Belgische  Tax-Shelterregeling voor Filmfinanciering.[3][4] Slechts enkele scènes werden in Parijs en Londen genomen.
- James Nesbitt en Ken Stott speelden respectievelijk de rol van de dwergen Bofur en Balin in The Hobbit.

## Seizoen 2

### Productie
De productie van het tweede seizoen startte in februari 2016. Ditmaal werd de reeks geregisseerd door Ben Chanan. Er werd opgenomen in Marokko, België en Duitsland.

### Verhaal
In 2014 wordt op een kerstmarkt in het fictieve Duitse stadje Eckhausen een jonge vrouw gevonden die ineenstortte naar aanleiding van een appendicitis.  Ze wordt geïdentificeerd als Alice Webster. Zij verdween in 2003 en is de dochter van een Brits militair die in Duitsland met zijn gezin gestationeerd is. Haar ouders bevestigen haar identiteit aan de hand van een polstatoeage in de vorm van een spinnenweb. Alice verklaart destijds te zijn ontvoerd door een zekere Kristian Herz en dat het Franse meisje Sophie Giroux ook een slachtoffer is. Rechercheur Julien Baptiste wordt door de Duitse politie hierover ingelicht omdat hij destijds het dossier van Sophie behandelde. Hoewel Julien ondertussen met pensioen is, verleent hij toch zijn medewerking.
Enkele maanden later krijgt Alice bezoek van Julien Baptiste die van mening is dat zij niet Alice is, maar wel Sophie. Alice vlucht weg en vraagt haar broer om Kristian in de gevangenis op te zoeken en hem te verontschuldigen voor haar acties. Alice pleegt die nacht zelfmoord door zich op te sluiten in een brandend tuinhuis. Haar vader Sam tracht haar tevergeefs te redden en loopt daardoor zware brandwonden op die grote littekens op zijn aangezicht en rug nalaten. Haar moeder Gemma vindt in de documenten van Jean een foto getrokken in een achtbaan met daarop Alice, Sophie en Lena Garber die rond dezelfde periode verdween. Ook Gemma begint te twijfelen of hun teruggevonden dochter wel degelijk Alice was en niet Sophie.